# Cantharellus noumeae
Cantharellus noumeae là một loài san hô trong họ Fungiidae. Loài này được Hoeksema & Best mô tả khoa học năm 1984.